# NGC 6079
NGC 6079 је елиптична галаксија у сазвежђу Змај која се налази на NGC листи објеката дубоког неба.
Деклинација објекта је + 69° 39' 58" а ректасцензија 16h 4m 28,7s. Привидна величина (магнитуда) објекта NGC 6079 износи 12,7 а фотографска магнитуда 13,7. NGC 6079 је још познат и под ознакама IC 1200, UGC 10206, MCG 12-15-50, CGCG 338-43, PGC 56946.